# Payaman (Secang)
Payaman is een bestuurslaag in het regentschap Magelang van de provincie Midden-Java, Indonesië. Payaman telt 6724 inwoners (volkstelling 2010).